# 1970 год в спорте
Список 1970 год в спорте описывает спортивные события, произошедшие в 1970 году.

## СССР
- Чемпионат СССР по боксу 1970;
- Чемпионат СССР по волейболу среди женщин 1970;
- Чемпионат СССР по самбо 1970;
- Чемпионат СССР по классической борьбе 1970;
- Чемпионат СССР по лёгкой атлетике 1970;
- Чемпионат СССР по русским шашкам 1970;
- Чемпионат СССР по хоккею с мячом 1969/1970;
- Создана спортивная школа Самбо-70;

### Волейбол
- Чемпионат СССР по волейболу среди женщин 1970;
- Чемпионат СССР по волейболу среди мужчин 1969/1970;

### Футбол
- Чемпионат СССР по футболу 1970;
- Кубок СССР по футболу 1970;
- Созданы клубы:
  - «Вулкан»;
  - «Лада-Тольятти»;
  - «Электро»;
  - «Согдиана»;
  - «Шахтёр» (Артём);

### Хоккей с шайбой
- Чемпионат СССР по хоккею с шайбой 1969/1970;
- Чемпионат СССР по хоккею с шайбой 1970/1971;

### Шахматы
- Чемпионат СССР по шахматам 1970;
- «Матч века» — игра сборной СССР против сборной мира.

## Международные события
- Кубок чемпионов ФИБА 1969/1970;
- Кубок чемпионов ФИБА 1970/1971;

### Чемпионаты Европы
- Чемпионат Европы по фигурному катанию 1970;

### Чемпионаты мира
- Чемпионат мира по баскетболу 1970;
- Чемпионат мира по биатлону 1970;
- Чемпионат мира по конькобежному спорту в классическом многоборье 1970;
- Чемпионат мира по фигурному катанию 1970;

### Футбол
- Матчи сборной СССР по футболу 1970;
- Кубок африканских наций 1970;
- Кубок африканских наций 1972 (отборочный турнир);
- Кубок европейских чемпионов 1969/1970;
- Кубок европейских чемпионов 1970/1971;
- Кубок Либертадорес 1970;
- Кубок обладателей кубков КОНМЕБОЛ 1970;
- Кубок обладателей кубков УЕФА 1970/1971;
- Кубок обладателей кубков УЕФА 1969/1970;
- Кубок обладателей кубков УЕФА 1970/1971;
- Кубок чемпионов КОНКАКАФ 1970;
- Кубок ярмарок 1969/1970;
- Кубок ярмарок 1970/1971;
- Малый Кубок мира 1970;
- Международный футбольный кубок 1970;
- Финал Кубка европейских чемпионов 1970;
- Финал Кубка обладателей кубков УЕФА 1970;
- Чемпионат Европы по футболу 1972 (отборочный турнир);
- Чемпионат мира по футболу 1970;

### Хоккей с шайбой
- Приз Известий 1970;
- Чемпионат мира по хоккею с шайбой 1970;

### Шахматы
- Вейк-ан-Зее 1970;
- Командный чемпионат Европы по шахматам 1970;
- Межзональный турнир по шахматам 1970;
- Сборная СССР против сборной мира 1970;
- Шахматная олимпиада 1970;

## Персоналии

### Родились
- 4 января — Эдиев, Асламбек Лечиевич, российский тяжелоатлет и тренер;
- 10 декабря — Хасанов, Мурат Русланович, советский и российский самбист и дзюдоист, самый титулованный самбист в мире, 19-кратный чемпион России, 7-кратный чемпион Европы, 11-кратный чемпион мира по самбо, 8-кратный обладатель Кубка мира.